# NE-100
NE-100（化学名：4-甲氧基-3-(2-苯乙氧基)-N,N-二丙基苯乙胺）是一种含氮有机化合物，化学式C
23H
33NO
2，可作为σ受体的选择性拮抗剂，其对σ1受体的亲和力是σ2受体的六百多倍。